# Антонов, Олег Викторович
Оле́г Ви́кторович Анто́нов (р. 27 февраля 1970, Малоярославец, Калужская область) — советский и российский волейболист, тренер. Воспитанник обнинской волейбольной школы, младший брат волейболиста и тренера Ярослава Антонова.
Чемпион СССР (1989), двукратный чемпион России, двукратный чемпион Австрии, чемпион Украины (2000), обладатель Кубка России (1994), обладатель Кубка Украины (1999), бронзовый призёр Кубка европейских чемпионов (1992), чемпион первых Олимпийских игр среди ветеранов.

## Биография
Родился 27 февраля 1970 года в городе Малоярославце Калужской области. Вырос в городе Обнинске Калужской области. Младший брат волейболиста и тренера Ярослава Антонова.
Воспитанник обнинской волейбольной школы, первый тренер — Владимир Питанов. Начал заниматься волейболом в 10-11-летнем возрасте в 1981 году. Вместе с Георгием Ряжновым входил в первый выпуск спортивного класса СДЮСШОР Александра Савина.
Профессиональную карьеру начал в 1986 году в 10 классе средней школы — в дублирующем составе ВК ЦСКА (Москва). Начал играть в ЦСКА из-за брата Ярослава, в 1985 году перешедшего из ВК «Динамо» (Москва) в ЦСКА. В основной состав смог попасть только в 1988—1989 годах, когда в команде произошла частичная смена поколений.
В 1995 году, оставив ЦСКА, уехал играть в Австрию.
Игровую карьеру завершил в ВК «Зоркий» (Красногорск). К этому времени накопились мешавшие играть многочисленные микротравмы.
Как игрок выступал за команды: ЦСКА (Москва), «Донопрофт» (Австрия), «Нефтяник Башкирии» (Уфа), «Азот» (Украина), «Мендик» (Германия), «Факел» (Новый Уренгой), «Нефтехимик» (Салават), «Зоркий» (Красногорск).
Выступал за юношескую и молодёжную сборные СССР.
В 2007 году с подачи своего первого тренера Владимира Питанова начал тренировать женскую команду ВК «Обнинск». На новом для Антонова тренерском поприще ему поначалу помогли Георгий Ряжнов, в то время тренер сборной России по пляжному волейболу, и Сергей Овчинников, в будущем главный тренер женской сборной России по волейболу. После трёх месяцев работы в ВК «Обнинск» получил предложение от ВК «Динамо» Москва стать тренером второй команды, которое принял.
С 2008 года — старший тренер, с апреля 2013 года — исполняющий обязанности главного тренера ВК «Динамо» (Москва).
Образование — неоконченное высшее.

### Семья и родственные связи
- Старший брат — Ярослав Викторович Антонов (р. 1963), советский и российский волейболист, тренер[2].
  - Племянник — Олег Ярославович Антонов (р. 1988), итальянский и российский волейболист.
- Жена — советская и российская баскетболистка, чемпионка мира (1989).
- Дети:
  - Денис Олегович Антонов (р. 1998), российский волейболист.
  - Станислав Олегович Антонов (р. 2001), российский волейболист.

## Достижения

### Игрок
- Чемпион СССР (1989)
- Двукратный чемпион России
- Двукратный чемпион Австрии
- Чемпион Украины (2000)
- Обладатель Кубка России (1994)
- Обладатель Кубка Украины (1999)
- Бронзовый призёр Кубка европейских чемпионов (1992)
- Неоднократный призёр первенства РСФСР среди юношей
- Серебряный призёр первенства СССР среди юношей (1989)
- Серебряный призёр 1 юношеских игр
- Чемпион первых Олимпийских игр среди ветеранов

### Тренер
- Обладатель Суперкубка России (2009)
- Серебряный призёр Лиги Чемпионов (2010)
- Бронзовый призёр Чемпионата России (2010)
- Бронзовый призёр Лиги Чемпионов (2011)
- Серебряный призёр Чемпионата России (2011)

### Интервью
- Интервью старшего тренера команды «Динамо» (Москва): Интервью пресс-службы ВК «Динамо» Москва с Олегом Антоновым // ВК «Динамо» Москва. — 2012. — 14 мая. Архивировано 22 мая 2012 года.

### Статьи
- Олег Антонов будет тренировать волейболистов московского «Динамо» // Р-Спорт. — 2013. — 10 апреля. Архивировано 18 мая 2013 года.